# HD 58325
HD 58325，又名CD-29 4322，SAO 197944、HR 2824，是一颗恒星，视星等为6.6，位于銀經243.41，銀緯-6.94，其B1900.0坐标为赤經7h 19m 59.7s，赤緯-30° -6.94′ 20″。